# Solenostoma orbiculata
Solenostoma orbiculata là một loài rêu tản trong họ Jungermanniaceae. Loài này được (Colenso) R.M. Schust. mô tả khoa học lần đầu tiên năm 2002.